# Agylla bioptera
Agylla bioptera là một loài bướm đêm thuộc phân họ Arctiinae, họ Erebidae.